# Simssee

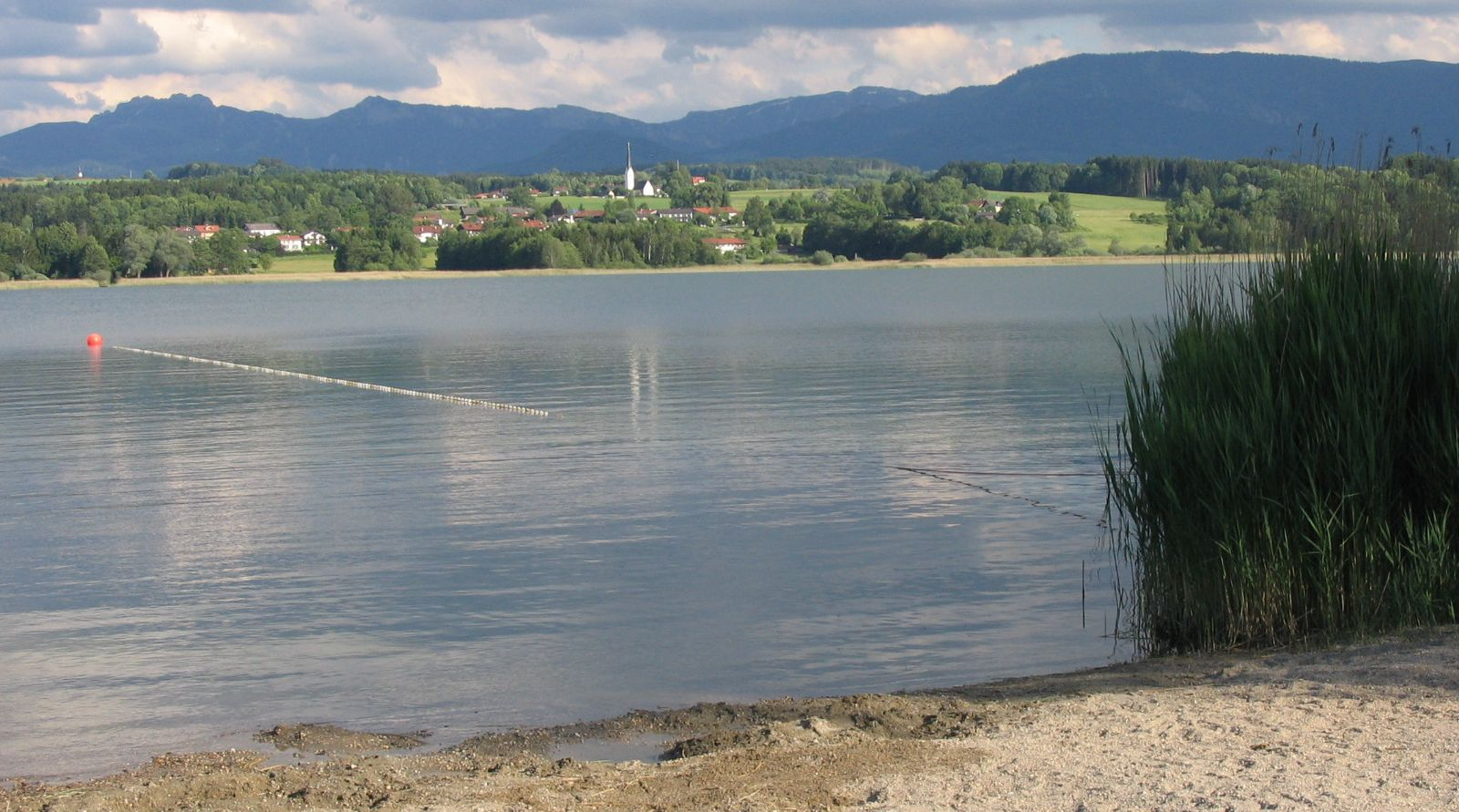
Der Simssee von Baierbach aus gesehen

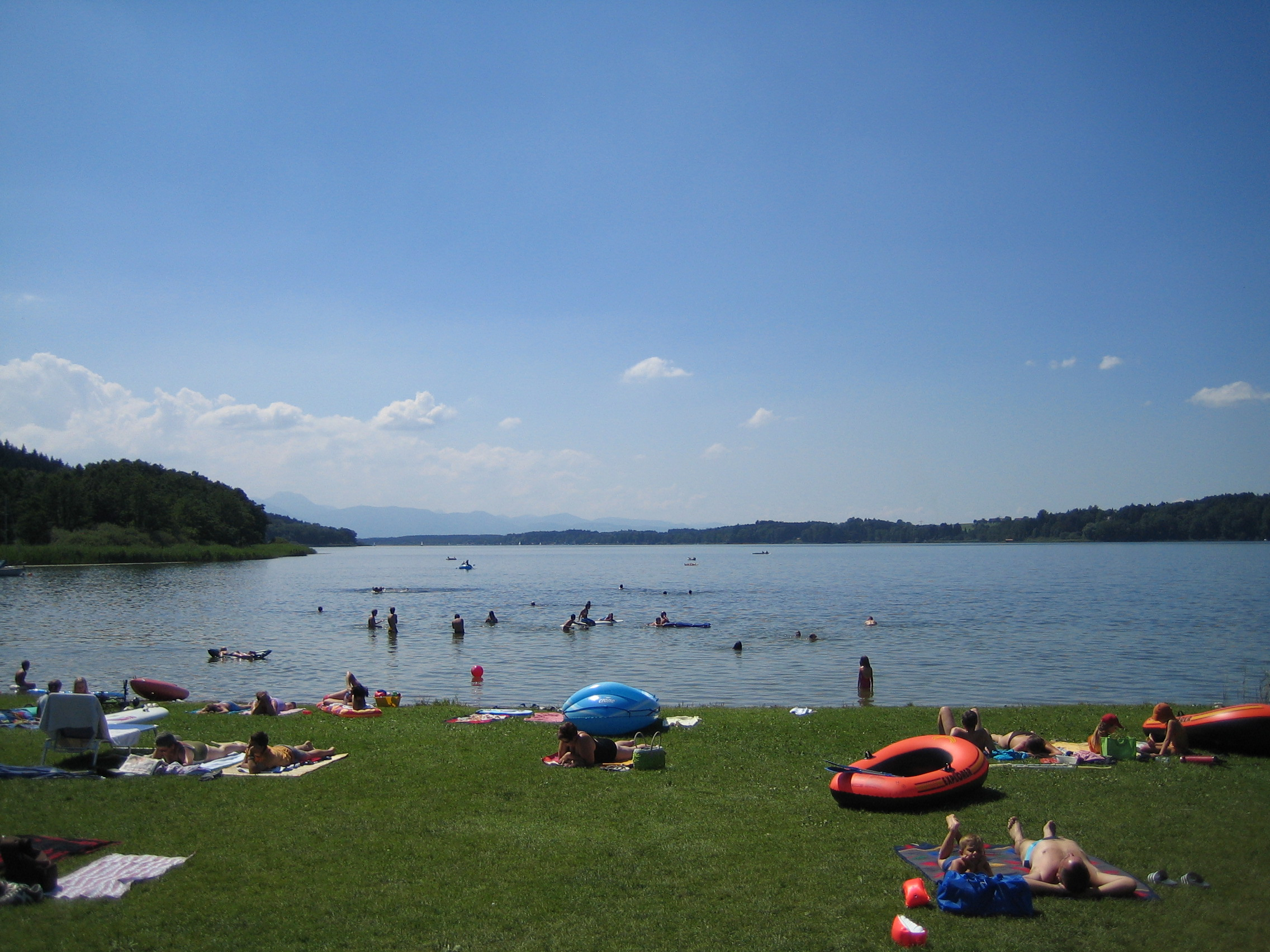
Badestrand am Simssee; Blickrichtung Südwesten (Alpen)

Der Simssee ist ein See in Oberbayern. Er ist der letzte Überrest des Rosenheimer Sees, der sich am Ende der Würm-Eiszeit bis ins jetzige Gebiet des Simssees erstreckte.
Er liegt 7 km östlich der kreisfreien Stadt Rosenheim und ist mit einer Oberfläche von 6,49 km² der größte See im Landkreis Rosenheim. Die maximale Tiefe beträgt 22,5 m. Sein Abfluss speist die Sims. Die Erneuerungszeit des Simssees beträgt rund anderthalb Jahre. Sein Einzugsgebiet umfasst 59,51 km².
Der nördliche Teil gehört zur Gemeinde Bad Endorf. Im Südwesten grenzen die Ortsteile Simssee und Baierbach der Gemeinde Stephanskirchen an den See, im Süden grenzen die Ortsteile Ecking und Pietzing der Gemeinde Riedering an das Ostufer. Im Nordwesten liegt Prutting, im Norden Söchtenau.
Der See liegt eingebettet in eine sanfte Hügellandschaft mit zum großen Teil unberührten Schilf- und Uferzonen. Die Umrundung des Sees kann zu Fuß oder mit dem Rad erfolgen (ca. 20 km). Von Baierbach führt ein gut ausgebauter Weg durch Moor- und Schilfzonen nach Ecking. Neben einem Campingplatz bieten drei zum Teil unentgeltlich zugängliche Badezonen sowie Bootsanlegestellen für Segler Erholungsmöglichkeiten.

## Natur- und Landschaftsschutzgebiete
Der See liegt im Landschaftsschutzgebiet Schutz des Simssees und seiner Umgebung, das auch die vorhandenen Hoch- und Niedermoore im Verlandungsgürtel des Sees beinhaltet und bereits 1963 den Schutzstatus erhielt.

Das Südufer und seine Umgebung sind seit 1993 als Naturschutzgebiet Südufer des Simssees ausgewiesen. Das Schutzgebiet rund um den Abfluss des Sees hat eine Größe von 257 Hektar. In ihren Auwäldern und den Wiesen- und Moorgesellschaften beherbergt die südliche Verlandungszone viele inzwischen selten gewordene Pflanzenarten wie beispielsweise das Schneidried. Sie ist von großem Wert für den Arten- und Biotopschutz und daher – neben der gesamten Seefläche – auch FFH-Gebiet.